# Commonwealth (Estados Unidos)

Estados de los Estados Unidos con la denominación commonwealth en su nombre (en rojo).

Cuatro de los estados constituyentes de los Estados Unidos se designan oficialmente a sí mismos como Commonwealth: Kentucky, Massachusetts, Pensilvania y Virginia. Esta designación, que no tiene ningún impacto constitucional, enfatiza que estos estados tienen un «gobierno basado en el consentimiento común del pueblo» a diferencia de otros que se legitimaron desde su antigua condición de Colonia Real derivada del Reino de Gran Bretaña.

## Etimología
El término commonwealth, que podría traducirse al español como «mancomunidad», en este contexto se refiere a «una nación o estado gobernado por el pueblo», concepto derivado de 'república' (cf Mancomunidad de Inglaterra del siglo XVII). En el lenguaje común, la mayoría de la gente no hace distinción entre estado y commonwealth, aunque algunas personas (por lo general de estos mismos estados) insisten en corregir «estado de...» y en la necesidad de utilizar el término «commonwealth de...» en sentido formal.

## Commonwealth de Kentucky

Bandera de Kentucky.

En 1785, los residentes del condado de Kentucky comenzaron a solicitar a la Legislatura de Virginia su existencia como estado. Deseaban que se reconociera el condado como «libre y estado independiente, y ser conocidos por el nombre de la commonwealth de Kentucky». El 4 de junio de 1792, el condado de Kentucky (Virginia), se convirtió oficialmente en el estado de Kentucky. La Constitución fue cambiada en cuanto al estilo, de «todos los procesos y mandatos» a «Commonwealth de Kentucky» en 1850; antes de ese cambio se utilizaba «estado de Kentucky».
Kentucky es el único estado que no formaba parte de las Trece Colonias que utiliza el término commonwealth en su nombre (aunque en el momento de la independencia formaba parte de la commonwealth de Virginia).

## Commonwealth de Massachusetts

Bandera de Massachusetts.

Massachusetts oficialmente se denomina «La Commonwealth de Massachusetts» en su Constitución. El nombre «Estado de la Bahía de Massachusetts» fue utilizado en todas las leyes y resoluciones hasta 1780 y el primer borrador de la Constitución. El nombre actual se puede remontar al segundo borrador de la Constitución del estado, que fue redactada por John Adams y ratificada en 1780.

## Commonwealth de Pensilvania

Bandera de Pensilvania.

El Gran Sello de Pensilvania no usa el término, pero los procesos legales son en nombre de la commonwealth y es una designación oficial tradicional usada en referencia al estado. En 1776, la primera Constitución estatal de Pensilvania se refería a ella tanto como «commonwealth» como «estado», un modelo de uso que continuó en las constituciones de 1790, 1838, 1874 y 1968.
Una historia detallada que describe los orígenes del gobierno de Pensilvania, incluyendo su designación como una commonwealth desde la época colonial, está disponible en la oficina del Secretario de la Commonwealth.

## Commonwealth de Virginia

Bandera de Virginia.

El nombre «Commonwealth de Virginia» se remonta a su independencia del Reino de Gran Bretaña. La primera constitución de Virginia (adoptada el 29 de junio de 1776) mandó que «Comisiones y concesiones deben ponerse en marcha, en nombre de la Commonwealth de Virginia.» El Secretario de la Commonwealth todavía publica comisiones de este modo. Entre otras referencias, la constitución dictaminó además que las acusaciones criminales debían concluir «contra la paz y la dignidad de la Commonwealth.» Además, el título oficial del fiscal local elegido en cada una de las subdivisiones políticas de Virginia es el «Fiscal de la Commonwealth», a diferencia del «Fiscal del Estado» de otros estados o más comúnmente el «Fiscal de Distrito».
En Virginia, el término «estado» también se utiliza oficialmente, pero por lo general como un adjetivo, más que un sustantivo. Esto es evidente en el nombre de la agencia «Virginia State Corporation Commission» y también en la «Virginia State Police».